# Meidob
Els meidob són un grup ètnic del Sudan, al Darfur, a la regió anomenada Jabal Meidob, amb centre a Malha.
Tenen la seva pròpia llengua emparentada al nubi del Nil. Són comerciants i pastors. Estan governats per un malik que domina sobre onze omdas, tots ells meidob.